# Rezik Károly
Rezik Károly (Arad, 1887. március 26. – Kolozsvár, 1968. július 15.) erdélyi orgona- és csellóművész, zenetanár, karnagy, a kolozsvári zenei élet egyik meghatározó alakja, Bartók Béla kortársa volt. Életének és munkásságának célja az erdélyi magyar zenei élet fenntartása, megtartása volt a két világháború között.

## Életpályája
Arad VII. kerületében született. Ez a kerület az országos hírű Neumann gyár tőszomszédságában volt. A gyár mellett volt a gáji római katolikus templom és az elemi iskola. Ez utóbbi elvégzése után következett a belvárosi Magyar Királyi Főgimnázium, amelyben Reál- iskola és Tanítóképző is működött.
Tizenöt éves korában kezdett zenével foglalkozni, először hegedűt és zongorát tanult, később pedig csellót a „Krispin Zenedében”. Az iskola koncertjein szóló számot is játszott, és a „Fehér Szálló” nagytermében megtartotta első csellókoncertjét.
1905-ben, érettségi után, felvételizett a budapesti Zeneakadémiára, az orgona-, gordonka- és zeneszerzés főtanszakokra. Az orgona és zeneszerzés tanára Koessler János, gordonka tanára Schiffer Adolf, majd Popper Dávid volt.
1909-ben, a zeneakadémiai szakok elvégzése után, külföldi tanulmányútra ment. A lipcsei „Königliches Musik Konzervatóriumot” választotta, ahol az orgonát Karl Straube, a csellót Julius Klengel, két kiváló szakember, tanította. A sikeres felvételi után orgonatanára a Tamás templomban tartotta az órákat. Az első év végén tanári oklevelet, a második év végén, 1911-ben, orgona- és cselló- művészi oklevelet szerzett. Csellótanára több németországi városba ajánlotta tanárnak, de mégis Budapesten telepedett le, az Országos Szimfonikus Zenekar és a Népopera szólógordonkása lett. Eközben voltak fellépései Lipcsében, Berlinben, Frankfurt am Mainban, Münchenben és Bécsben, valamint számos magyarországi városban (Budapest, Esztergom, Szeged, Szolnok, Debrecen stb.).
1913-ban a kolozsvári Zenekonzervatórium igazgatója, Lavotta Rudolf, meghívta az intézethez tanárnak. Ezt a meghívást elfogadta, és 1913. december 1-jén elfoglalta a tanári állást az 1819-ben alapított Zenekonzervatóriumban gordonka-, énekkar-, kamarazene- és zenekar- tanszakokon. Közben megpályázta a budapesti Zeneakadémián meghirdetett ausztráliai Sidney város operájának és zenekonzervatóriumának igazgatói állását, amelyet meg is kapott, de az első világháború kitörése megakadályozta az elutazását.
A kolozsvári zeneiskolának nagyon sok növendéke volt, a tanítás mellett ő rendezte a növendék-hangversenyeket énekkar-, kamarazene-, zenekar- és hangszeres szólószámokkal. Emellett sok orgona- és gordonka- hangversenye volt Kolozsváron és Erdély más városaiban (Arad, Temesvár, Nagyvárad, Tusnád, Kovászna, Brassó, Nagyszeben, Sepsiszentgyörgy, Székelyudvarhely, Szatmár, Torda stb.).
1919-ben készültek a zenekonzervatórium 100. éves jubileumára, azonban augusztus 28-án a románok átvették az intézetet. A Magyar Zenekonzervatóriumot a Karolina-téri lakásán működtette tovább az 1921. januári román kultuszminiszteri rendelet alapján. Grandpierre Emil, akkori kormánybiztos kérésére maradt Kolozsváron és folytatta az oktatást rendkívül nehéz körülmények között, főleg a tanterem-hiány miatt. Lavotta Rudolf 1920-ban elhagyta Kolozsvárt és Rezik Károlynak, az intézet új igazgatójának 400 diák tanítását kellett megszerveznie.
1935-től 1945-ig a román Oktatásügyi, Kulturális- és Művészeti Minisztérium engedélyével Rezik magán zene- és előadó-művészeti konzervatóriumot indított.

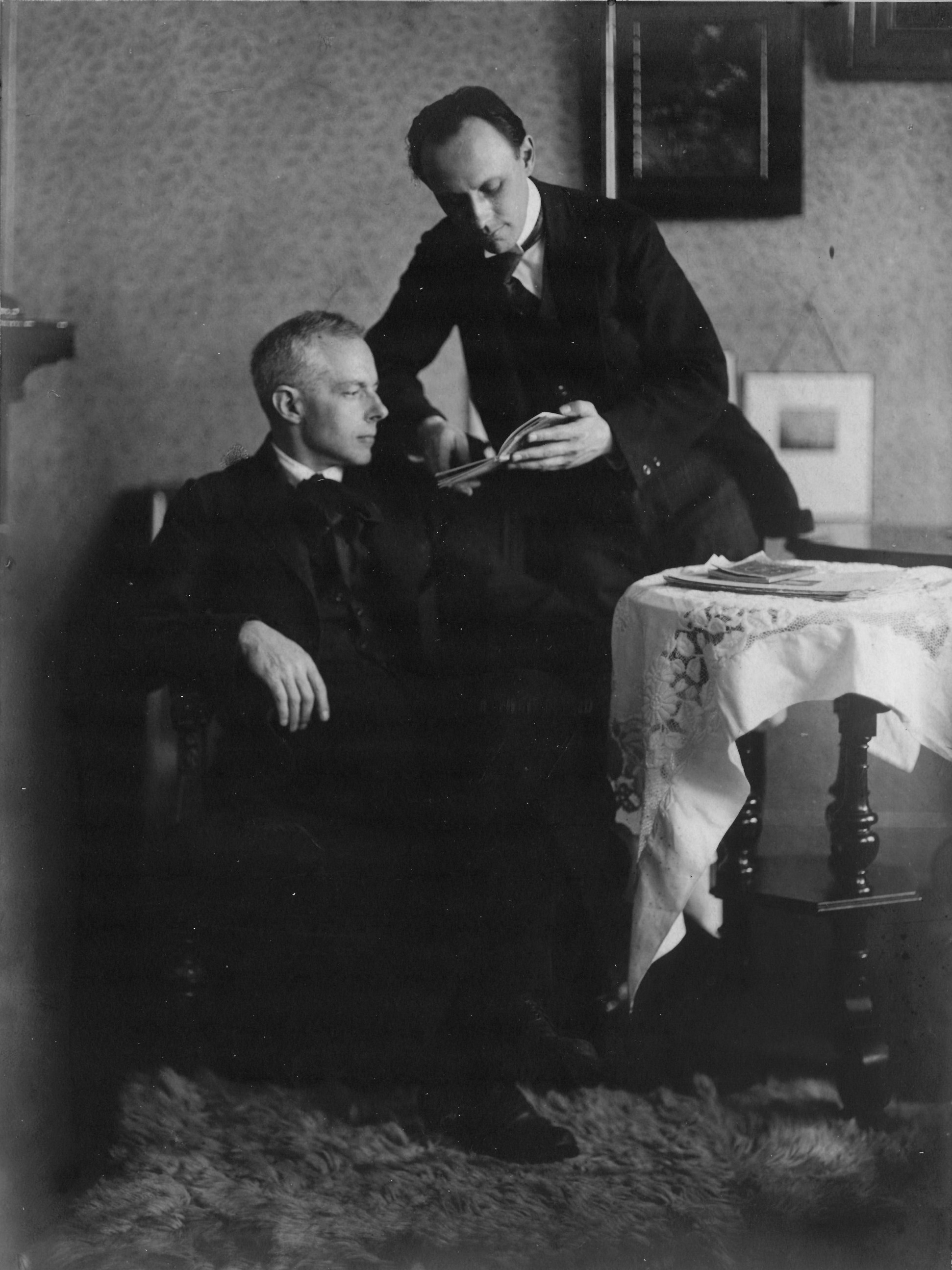
Rezik Károly Bartók Bélával 1922-ben

Tanári és művészi tevékenysége mellett énekkarok és dalárdák vezetésével is foglalkozott. Legelőször a Vasúti Műhelyek dalkara hívta meg karnagyának, azután pedig az Iparos Egylet Dalkara, a Szent Péter templom férfikara és a Szent Mihály templom „Erzsébet” vegyes kara. Ezek a dalkarok számos kerületi és országos versenyen első díjat nyertek, például Désen, Nagyenyeden, Tordán és Segesváron (1928).
Négyszer volt magyarországi dalosversenyen: 1925-ben az Iparos Dalkarral, 1929-ben a Magyar Dalárdával, 1931-ben a Magyar Dalárdával és az Erzsébet énekkarral, 1941-ben Siófokon az Erzsébet karral és a Magyar Dalárdával első díjat kaptak.
Az 1920-as években megalakították a filharmonikus zenekart, amely a zenei élet nélkülözhetetlen tényezője volt. Rezik Károly állandósította Kolozsváron a filharmonikus koncerteket és minden évadban hat hangversenyt dirigált. Számos misét, oratóriumot adtak elő, például Beethoven „Krisztus az olajfák hegyén”, Verdi „Requiem”, Liszt „Szent Erzsébet legendája”, Mendelssohn „42. Zsoltár”, Beretvás Hugó „Szent Ferenc oratórium”. Ebben az időben adták elő, először Erdélyben, Beethoven IX. szimfóniáját a Magyar Színházban.
1922-ben nagy sikerű turnét szervezett Bartók Bélának az erdélyi városokban. A turné szervezésével kapcsolatos az a nyolc levél, amelyeknek eredetije a New York-i Bartók Múzeumban található.
Beethoven IX. szimfóniáját másodszor is előadták Kolozsváron, a Magyar utcai Református templomban, 1927. november 29-én, Rezik Károly betanításával, Dohnányi Ernő vezényletével, 240 közreműködővel.
1945-ben nyugdíjazták. Ettől kezdve csak egyházkarnagyként dolgozott a Szent Mihály templomban, ahol 48 éven keresztül működött és bemutatta, többek között, a zeneirodalom legszebb miséit (énekkarral, zenekarral).
Rövid betegség után kolozsvári lakásában hunyt el. Sírja a Házsongárdi temetőben található.